# فرودگاه وستاور متروپالیتن
فرودگاه وستاور متروپالیتن  (به انگلیسی: Westover Metropolitan Airport) یک فرودگاه باربری با کد یاتا CEF است که یک باند فرود آسفالت دارد و طول باند آن ۳۵۳۵ متر است. این فرودگاه در کشور ایالات متحده آمریکا قرار دارد و در ارتفاع ۷۳ متری از سطح دریا واقع شده است.